# Курганська сільська рада (Лебединський район)
Курга́нська сільська́ ра́да — колишній орган місцевого самоврядування в Лебединському районі Сумської області. Адміністративний центр — село Курган.

## Загальні відомості
- Населення ради: 888 осіб (станом на 2001 рік)

## Населені пункти
Сільській раді підпорядковані населені пункти:
- с. Курган
- с. Кулики
- с. Лозово-Грушеве
- с. Олександрівка
- с. Плетньове

## Склад ради
Рада складалася з 12 депутатів та голови.
- Голова ради: Іванов Микола Петрович
- Секретар ради: Пахота Наталія Федорівна

### Керівний склад попередніх скликань
| Прізвище, ім'я, по батькові | Основні відомості                                                 | Дата обрання | Дата звільнення |
| --------------------------- | ----------------------------------------------------------------- | ------------ | --------------- |
| Іванов Микола Петрович      | Сільський голова, 1956 року народження, освіта вища, безпартійний | 26.03.2006   | 31.10.2010      |
| Іванов Микола Петрович      | Сільський голова, 1956 року народження, освіта вища, безпартійний | 31.10.2010   |                 |

Примітка: таблиця складена за даними сайту Верховної Ради України